# Liberala förbundet (Finland)
Liberala förbundet, var ett valförbund som bildades av De Frisinnades Förbund och Samlingspartiet inför presidentvalet i Finland 1956 för att stödja Sakari Tuomiojas kandidatur.